# George Bertsch
George F. Bertsch (Oswego, Nova Iorque, 5 de novembro de 1942) é um físico nuclear estadunidense.
Recebeu em 2004 o Prêmio Tom W. Bonner de Física Nuclear da American Physical Society. De 1996 a 2005 foi editor do Reviews of Modern Physics.

## Obras
- Editor: Nuclear Theory 1981 (Proceedings of the Nuclear Theory Summer Workshop, Santa Barbara 1981), World Scientific 1982
- Editor com D. Kurath: Nuclear Spectroscopy, Springer 1980 (Workshop Gull Lake Michigan 1979)
- The practitioner's shell model, Elsevier 1972
- Nuclear Vibrations, Lecturenotes in Physics Bd. 119, 1979, S.69
- Bertsch, Bortignon, Ricardo A. Broglia Damping of nuclear vibrations, Reviews of Modern Physics, Bd.55, 1983, S.287-314
- Editor com R. Broglia: Response of nuclei under extreme conditions, Plenum Press 1988 (Erice School 1986)
- com R. Broglia: Oscillations of finite quantum systems, Cambridge University Press 1994, 2005
- Vibrations of the atomic nucleus, Scientific American, Mai 1983
- Bertsch, Negele, Friar, Pandharipande, D.Mueller Nuclear theory- the last 5 years, white paper 1995